# Saarland
Saarland - [ˈzaɐ̯lant] (alemany) - és un dels 16 estats federats que formen Alemanya. La seva capital és Saarbrücken.

## Geografia
Té una superfície de 2.570 km² i una població de 986.887 habitants (2019). Limita amb Luxemburg, Renània-Palatinat (Rheinland-Pfalz) i la Lorena. Aquestes quatre entitats administratives s'han associat en l'anomenada "Gran Regió" o també "Saar-Lor-Lux", per facilitar la cooperació interregional trans-fronterera.
Saarland està dividit en cinc districtes i una Comunitat regional:

1. Merzig-Wadern
2. Neunkirchen
3. Saarbrücken
4. Saarlouis
5. Saarpfalz
6. Sankt Wendel

Les ciutats més importants de l'estat són: Saarbrücken, Saarlouis i Völklingen

## Territori entre França i Alemanya
El territori va ser establert el 1920 d'acord amb el Tractat de Versalles. Va abastar porcions de la província prussiana del Rin i la Renània-Palatinat. L'àrea va ser posada sota control de la Societat de Nacions i administrada a la pràctica per França per 15 anys, en contra els desitjos de gairebé tots els alemanys tant de l'interior com de l'exterior del territori.
El 1933, un nombre considerable d'alemanys contraris al règim nazi van refugiar-se a la regió, ja que era l'única part d'Alemanya fora del domini de Hitler. Aquests i alguns "anti-nazis" originaris de Saarland van fer una forta campanya perquè la regió restés com a territori francès. Però el sentiment que des de temps enrere hi havia contra França va resultar massa difícil de canviar. Quan el termini de 15 anys va expirar, es va dur a terme un referèndum en el territori (13 de gener de 1935): 90,3% dels votants desitjaven reunificar-se a Alemanya més aviat que seguir l'Alsàcia i ser part de França. El nazis va anomenar l'àrea Westmark (Marca Occidental).
Després de la Segona Guerra Mundial, Saarland va tornar a ser sota administració francesa. El 1954, França i Alemanya van desenvolupar un pla molt detallat, anomenat el Saarstatut, per a establir un Saarland independent, però un segon referèndum va rebutjar aquest pla per 67,7%. El fet que França havia intentat impedir que es fes campanya contra aquest pla per mitjans no democràtics, no va ser gens ben rebut pels habitants de la regió i el rebutjaren en referèndum amb un resultat més clar que el que s'esperava. L'Estatut del Sarre (27 d'octubre de 1956) permetia a la regió unir-se a Alemanya, fet que va produir-se l'1 de gener de 1957.
El franc francès va continuar com a moneda oficial a la regió un any més, fins que el marc alemany el va substituir el 1958. El tractat de Saar establí que el francès, i no l'anglès (com a la resta de la República Federal d'Alemanya), romangués com el primer idioma estranger ensenyat a les escoles de Saarland; aquesta disposició es segueix en gran part fins avui, encara que ja no és obligatòria.
Des de 1920 a 1935, i des de 1947 a 1959, els habitants de Saarland van utilitzar segells elaborats especialment per al territori.
Després de la Segona Guerra Mundial i fins a la reincorporació a Alemanya, Saarland va participar com a entitat independent en diferents institucions internacionals. Entre 1950 i 1956 va formar part del Consell d'Europa i la FIFA, i va prendre part en els Olimpíades de 1952 a Hèlsinki i als tornejos classificatoris del Mundial de Futbol de 1954 a Suïssa.

## Caps de govern
Títols corresponents en cada període:
- 1920-1935: president de la Comissió de Govern de la Societat de Nacions;[4]
- 1935-1945: Comissionat federal;
- 1945-1946: president administratiu;
- 1946-1947: president de la Comissió Administrativa;
- des de 1947 fins avui: Ministre-president de Saarland (Ministerpräsidenten des Saarlandes).

## Llista de ministres presidents de Saarland
| Ministres-Presidents de Saarland | Ministres-Presidents de Saarland | Ministres-Presidents de Saarland | Ministres-Presidents de Saarland | Ministres-Presidents de Saarland | Ministres-Presidents de Saarland |
| Núm.                             | Nom                              | Naixement-Mort                   | Partit                           | Inici de mandat                  | Fi de mandat                     |
| -------------------------------- | -------------------------------- | -------------------------------- | -------------------------------- | -------------------------------- | -------------------------------- |
| 1                                | Johannes Hoffmann                | 1890–1967                        | CVP                              | 15 de desembre de 1947           | 23 d'octubre de 1955             |
| 2                                | Heinrich Welsch                  | 1888–1976                        | Independent                      | 23 d'octubre de 1955             | 10 de gener de 1956              |
| 3                                | Hubert Ney                       | 1892-1984                        | CDU                              | 10 de gener de 1956              | 4 de juny de 1957                |
| 4                                | Egon Reinert                     | 1908-1959                        | CDU                              | 4 de juny de 1957                | 23 d'abril de 1959               |
| 5                                | Franz-Josef Röder                | 1909-1979                        | CDU                              | 23 d'abril de 1959               | 26 de juny de 1979               |
| -                                | Werner Klumpp (Interinament)     | * 1928                           | FDP                              | 26 de juny de 1979               | 5 de juliol de 1979              |
| 6                                | Werner Zeyer                     | 1929-2000                        | CDU                              | 5 de juliol de 1979              | 9 d'abril de 1985                |
| 7                                | Oskar Lafontaine                 | * 1943                           | SPD                              | 9 d'abril de 1985                | 10 de novembre de 1998           |
| 8                                | Reinhard Klimmt                  | * 1942                           | SPD                              | 10 de novembre de 1998           | 29 de setembre de 1999           |
| 9                                | Peter Müller                     | * 1955                           | CDU                              | 29 de setembre de 1999           | 10 d'agost de 2011               |
| 10                               | Annegret Kramp-Karrenbauer       | * 1962                           | CDU                              | 10 d'agost de 2011               | actualitat                       |